# AO-27
De Amrad-Oscar 27 of AO-27 is een satelliet die radioamateurs in staat stelt over grote afstanden met elkaar te communiceren via de FM-band.
De AO-27, gelanceerd op 26 september 1993, is onderdeel van EyeSat-1, die als commercieel doel heeft om bij wijze van experiment mobiele industriële machines te volgen. Hij draait in een bijna polaire baan (inclinatie 98,27°) op een hoogte tussen 789 km (perigeum) en 800 km (apogeum) De massa bedraagt 11,8 kg.

## Eyesat
De Amrad/Eyesat werd in 1993, samen met nog vijf andere satellieten – met verschillende taken en uit verschillende Europese landen –, vanaf het Centre Spatial Guyanais bij Kourou (Guyana) gelanceerd met een Ariane 4-raket. De satelliet heeft de vorm van een kubus van ongeveer 25 cm.
Het amateurgedeelte van de satelliet is gebouwd door AMRAD, een non-profitvereniging van technisch onderlegde zendamateurs, in de buurt van Washington D.C.. De satelliet zendt het radiosignaal terug naar de aarde zonder het te decoderen.
Sinds 2007 wordt het apparaat ook gebruikt door amateurs die met digitale signalen experimenteren.